# Пясты

Герб Пястов

Пя́сты (пол. Piastowie) — польская княжеская и королевская династия, правившая после княжеской династии Попелидов. Легендарным основателем династии был крестьянин Пяст.
Первый исторически достоверный князь династии Пястов — Мешко I (около 960—992). Его сын Болеслав I Храбрый незадолго до смерти принял королевский титул (1025), однако большинство его преемников также носило титул князя. В конце XI века древнепольское государство распалось на несколько уделов, которыми владели разные ветви Пястов. Старшая владевшая Краковом линия Пястов пресеклась в 1370 году со смертью короля Казимира III, после чего престол перешёл к представителю Анжуйской династии Людовику I Великому. В Мазовии Пясты правили до 1526 года, в силезских княжествах — до 1675 года. Один из королей Руси, Юрий II Болеслав, также принадлежал к династии Пястов.
В XVII—XVIII веках при избрании королей в Польше «пястом» именовался кандидат на престол — поляк (хотя фактически и не всегда был таковым, например, Михал-Корибут Вишневецкий — Гедиминович).

## Перечень правителей
Приведены князья Польши из династии Пястов (для периода раздробленности — князья Кракова), а также короли Польши:
- Земовит (правил в IX—X веках) — историчность поставлена под сомнение.
- Лешек (IX—X века) — историчность поставлена под сомнение.
- Земомысл (IX—X века) — историчность поставлена под сомнение.
- Мешко I (правил в 960—992).
- Болеслав I Храбрый (992—1025).
- Мешко II Ламберт (1025—1031).
- Безприм (1031).
- Казимир I Восстановитель (1034—1058).
- Болеслав II Смелый (1058—1079).
- Владислав I Герман (1079—1102).
- Збигнев и Болеслав III Кривоустый (1102—1107).
- Болеслав III Кривоустый (1107—1138).
- Владислав II Изгнанник (1138—1146).
- Болеслав IV Кудрявый (1146—1173).
- Мешко III Старый (1173—1177).
- Казимир II Справедливый (1177—1194).
- Лешек Белый и Владислав III Тонконогий (1194—1202).
- Владислав III Тонконогий (1202).
- Лешек Белый (1202—1210).
- Мешко I Плясоногий (1210—1211).
- Лешек Белый (1211—1227).
- Владислав III Тонконогий (1228).
- Конрад Мазовецкий (1229—1232).
- Генрих Бородатый (1232—1238).
- Генрих II Набожный (1238—1241).
- Конрад Мазовецкий (1241—1243).
- Болеслав V Стыдливый (1243—1279).
- Лешек Черный (1279—1288).
- Генрих IV Пробус (1288—1290).
- Пржемысл II (1290—1291).
- Владислав Локоток (1306—1333).
- Казимир III Великий (1333—1370).

## ДНК-принадлежность
ДНК-тестирование останков Януша III (1502 — 1526) показало его принадлежность к Y-хромосомной гаплогруппе R1b, характерной для немцев или кельтов.
Согласно гипотезе польского археолога Пшемыслава Урбанчика, династия Мешко I пришла из Великой Моравии, по другой гипотезе Пясты были выходцами из Скандинавии, третья гипотеза гласит, что династия Пястов имеет местное происхождение. Секвенирование ДНК из нескольких десятков захоронений Пястов показало, что разные Пясты обладали разными Y-хромосомами. Возможно, генетикам удалось установить факт неверности их жён.